# لورا غريفين
لورا غريفين (بالإنجليزية: Laura Griffin)‏ (1973)؛ روائية أمريكية.